# Invasion U.S.A. (1952)
Invasion U.S.A. é um filme estadunidense de 1952 baseado em uma história de Robert Smith e Franz Spencer, e dirigido por Alfred E. Green. Foi o segundo filme produzido pela American Pictures Corporation. No elenco principal estão Gerald Mohr, Peggie Castle e Dan O'Herlihy.